# Erich Kästner Grundschule (Cottbus)
Die Erich Kästner Grundschule ist in zentraler Stadtlage an der Puschkinpromenade eine der ältesten Schulen von Cottbus. Das Gebäude gehört zu den bedeutendsten Baudenkmalen der Stadt.

## Architektur und Einrichtung

### Hauptgebäude

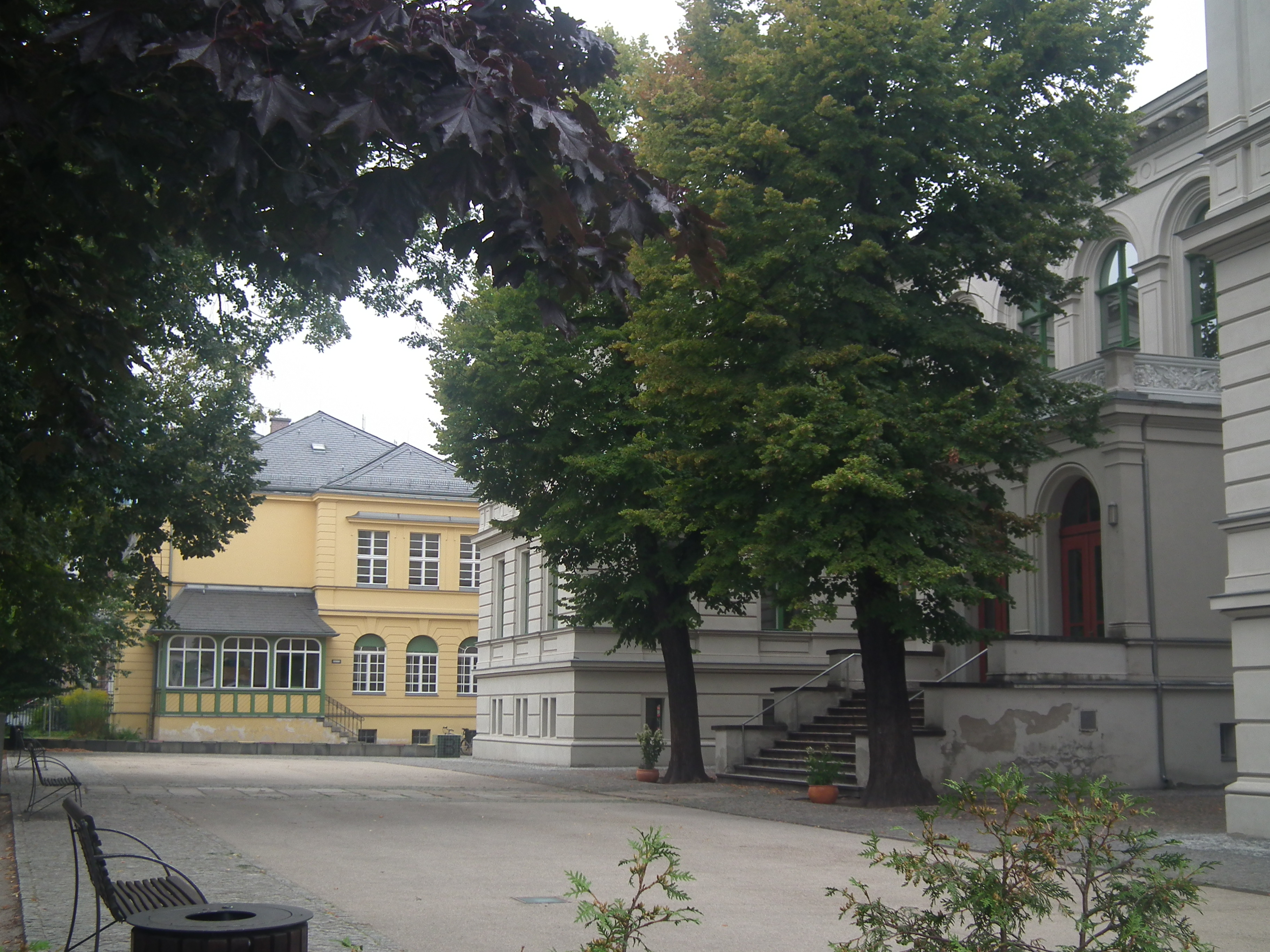
Hauptgebäude mit Eingangstreppe und vorderem Schulhof; Direktorenwohnhaus im Hintergrund

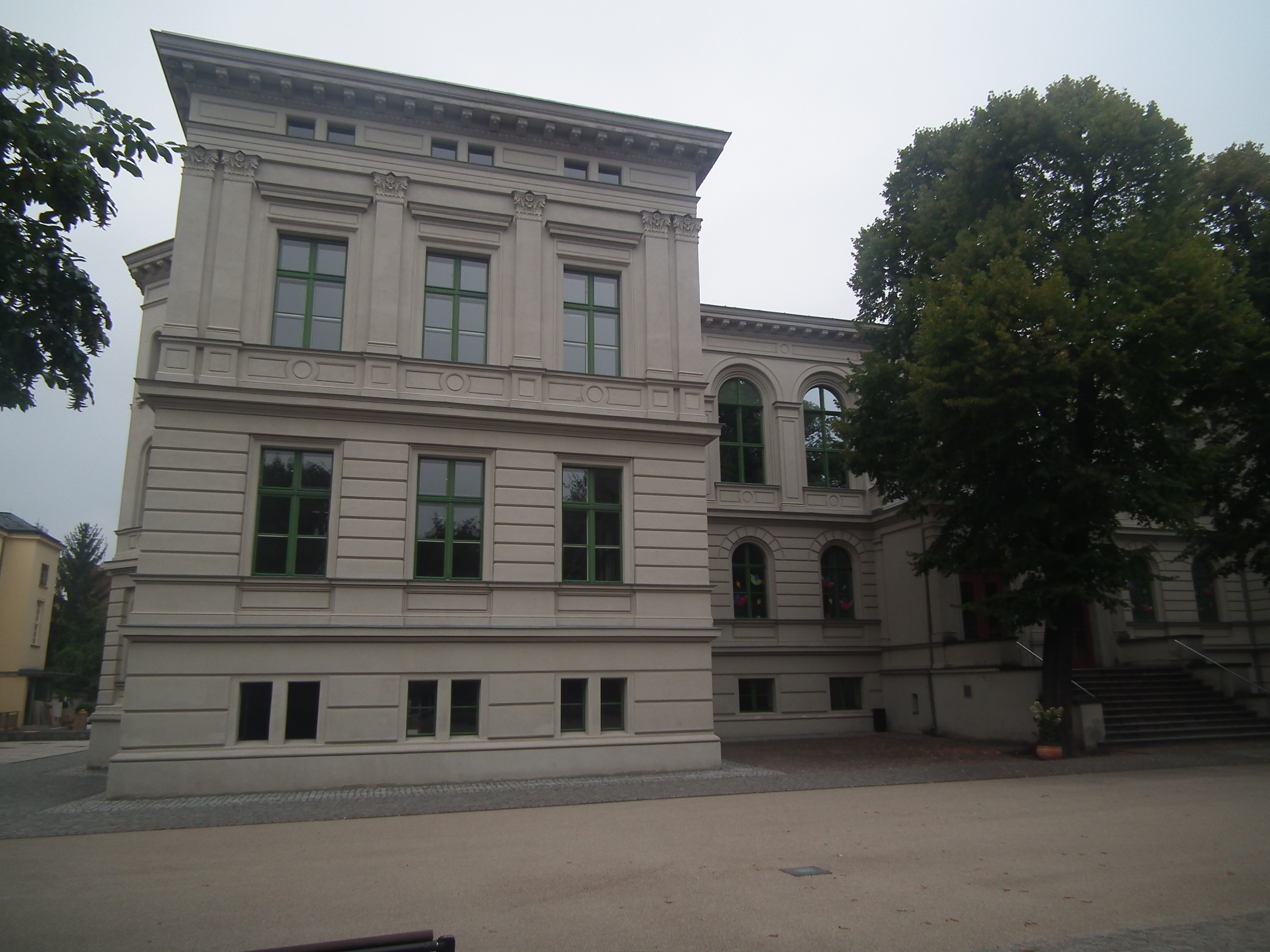
Westflügel

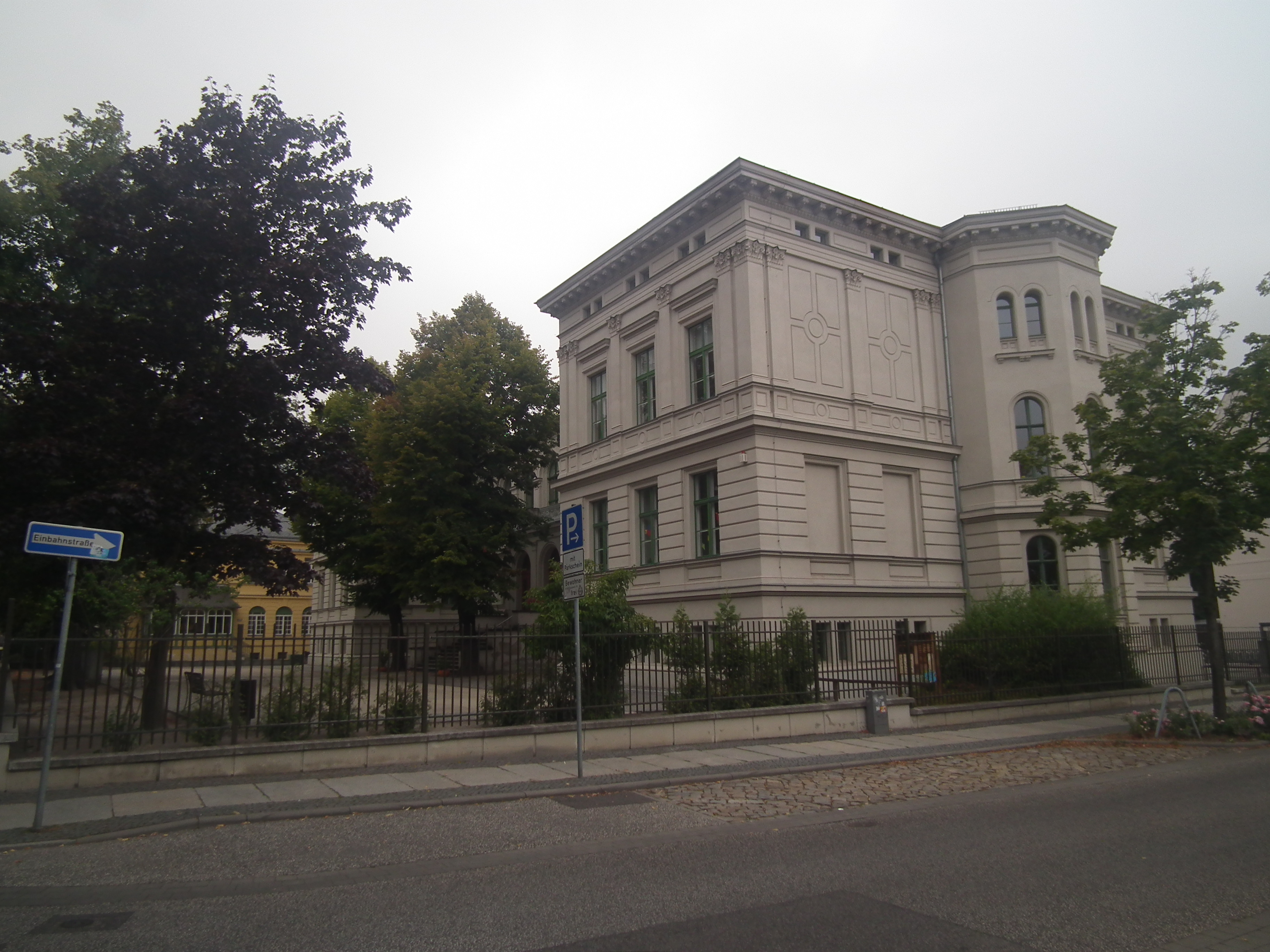
Ostflügel

Der Berliner Architekt Adolph Lohse entwarf den postklassizistischen Bau. Auf dem Eckgrundstück an der heutigen Puschkinpromenade zur Dreifertstraße wurden die große Dreiflügelanlage unter einem flachen Satteldach, deren Seitenflügel zur Puschkinpromenade vorgezogen sind, erbaut. Über dem Kellergeschoss befinden sich zwei Hauptgeschosse und ein niedrigeres Obergeschoss (Attika), die kleineren Fenster weisen auf die niedrigere Raumhöhe hin.
Die Geschoss- und Fensterebenen sind durch Gesimse gegliedert. Eine große, mittig angelegte Freitreppe unter einem Eingangsaltan dominiert die Hauptfassade. Im Hochparterre werden die tiefer liegenden Fenster durch die Putzbänderung hervorgehoben. Das zweite Obergeschoss wird durch Wandpfeiler gegliedert, die Fenster werden durch Schmuckelemente und Gesimsverdachung betont. Über dem Eingang weisen große, ehemals farbig verglaste Rundbogenfenster auf die große Aula hin. An den äußeren Flügeln sind auf einem vieleckigen Grundriss die dreigeschossigen Treppenhausbauten mit Rundbogenfenstern errichtet worden. Die Innenräume sind schlicht gehalten, nur die Aula ist aufwändiger mit einer Stuckdecke, Wandpfeilern und einem Konsolgesims gestaltet. Die Farbgebung von 1867 (Stuckelemente und Decke in Weiß, Wandfelder in antikem Rot) wurde bei der Restaurierung 2001 wiederentdeckt und erneuert beziehungsweise verwendet.
Als Vorbild für das Gebäude gilt das nur kurz vorher von Adolph Lohse um 1863 entworfenen Königliche Wilhelms-Gymnasium in Berlin. Insbesondere die Rundbogenfenster der Aula und die Pilastergliederung und die Grundform der Dreiflügelanlage sind in dem Bau in Cottbus wieder zu finden.

### Direktorwohnhaus

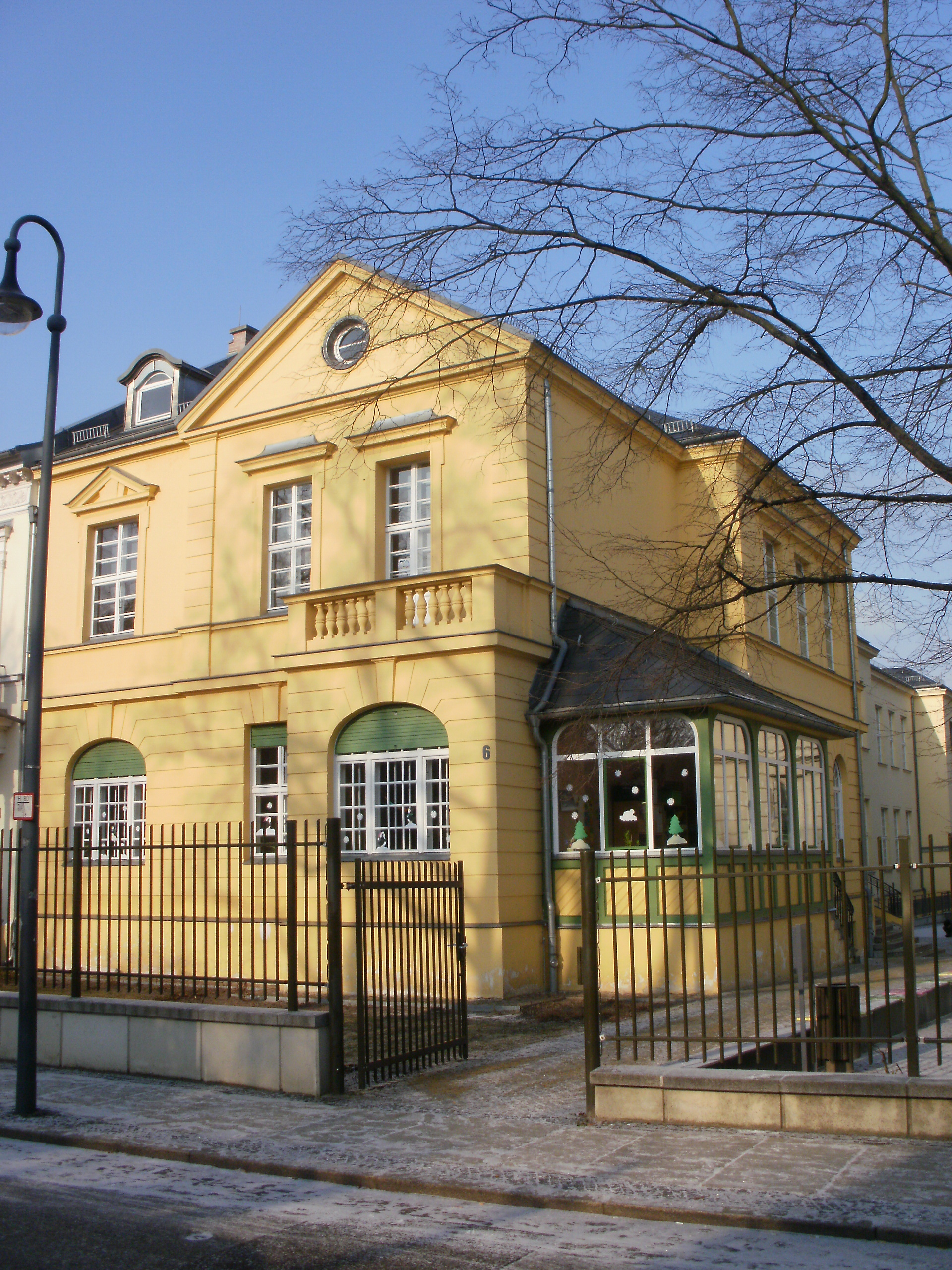
Direktorwohnhaus (Puschkinpromenade 6a)

Das Direktorenwohnhaus des Friedrich-Wilhelm-Gymnasiums wurde 1906/1907 an der westlichen Schulhofseite erbaut. Zuständig für den Bau des direkt an der Puschkinpromenade stehenden Hauses war die preußische Kreisbauinspektion Cottbus unter der Leitung des Geheimen Baurats Robert Beutler. Es ist ein neuklassizistisches zweigeschossiges Gebäude unter einer bewegten Dachlandschaft mit einem Dreiecksgiebel mit Oculus an der Frontseite. Die Fassade des Erdgeschosses fällt durch eine Putzbänderung auf, die als Quaderung dem Fenstersturz folgt. Im Obergeschoss sind die Fenster mit geohrten Faschen und Giebel- bzw. Gesimsverdachung verziert. Die beiden rechten Außenachsen sind schwach als Risalit vorgezogen, der von dem Dreiecksgiebel abgeschlossen wird. Dem Risalit wurde außerdem ein Altan mit Balkon vorgesetzt. Die zur Schule gerichtete östliche Fassade weist eine Holzveranda und einen Seitenrisalit mit variierenden Fensterformen auf.

### Nebengebäude
In dem Nebengebäude direkt hinter dem Direktorwohnhaus waren zu DDR-Zeiten im Untergeschoss die Kohleheizung und der Kohlebunker untergebracht. Im Erdgeschoss war ein Werkenraum und das Fachkabinett für Physik eingerichtet. Darüber im Obergeschoss befanden sich die Lehrzimmer für Chemie und Biologie. Vom Schulhof aus konnte über einen Müllschacht der Müll in den Heizungskeller entsorgt werden, der dort verbrannt wurde. Nach der Sanierung im Jahr 2001 ist hier der Hort untergebracht.

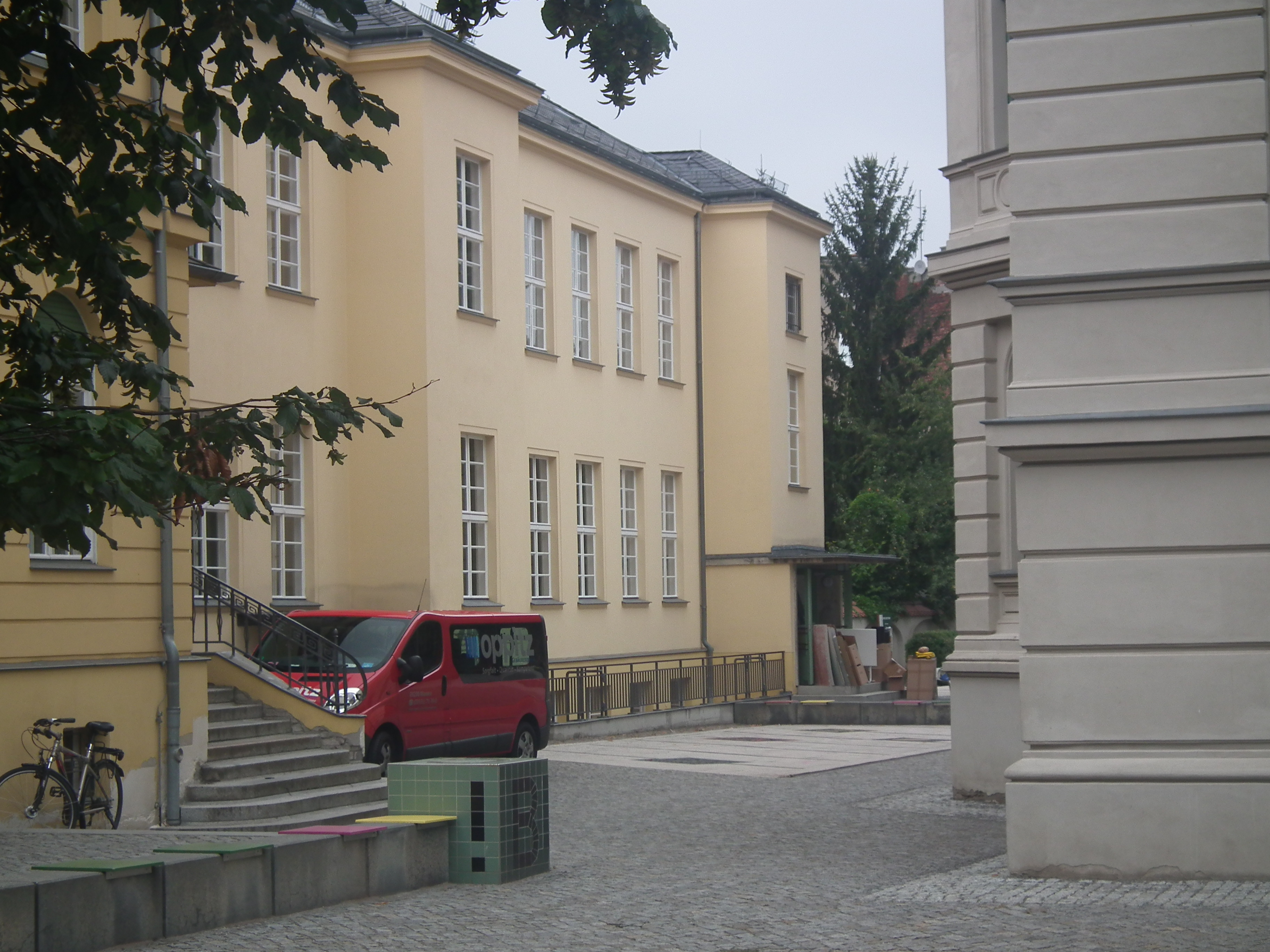
Nebengebäude von der Puschkinallee aus gesehen
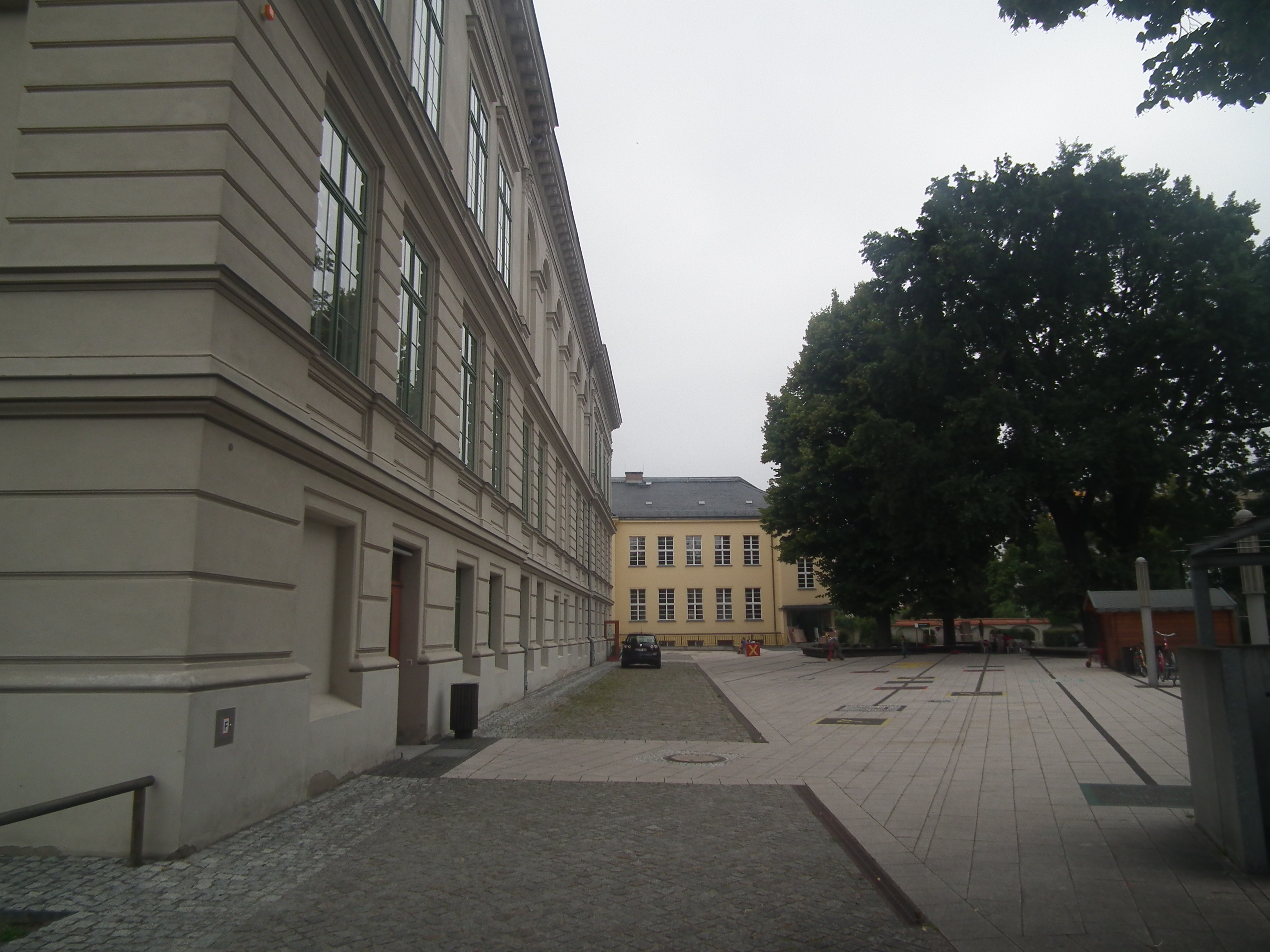
Nebengebäude und hinterer Schulhof

### Turnhalle

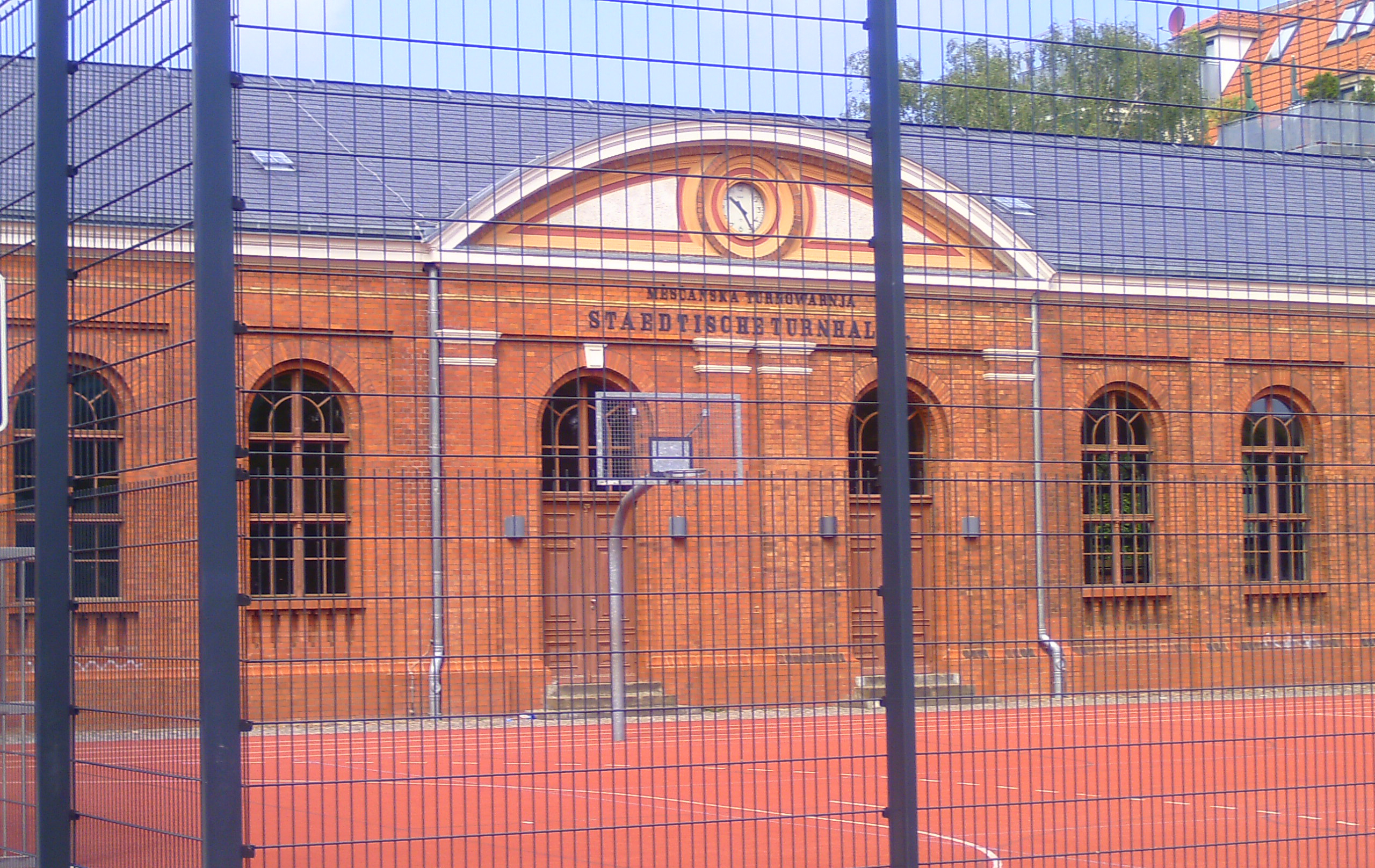
Städtische Turnhalle

Die Ostern 1873 eingeweihte Städtische Turnhalle befindet sich an der Friedrich-Ludwig-Jahn-Straße Ecke Zimmerstraße gut 350 m Fußweg von der Schule entfernt. Das Hallengebäude hat eine Breite 14 m und eine Länge von 53 m sowie eine lichte Höhe von 6 m. Der Backsteinbau war in zwei Abschnitten 1873 und 1889 entstanden.
Der Bau ist eines der frühesten Zeugnisse der Turnhallenarchitektur im Land Brandenburg. Der Initiator des Baus war der Direktor der städtischen Knaben-Mittelschule und Turnwart des TVC 1861, Paul Benno Hüttig (* 1832; † 1887) gewesen. 1873 wurde das Gebäude unter Leitung des Cottbuser Maurermeisters Ackermann und des Ratszimmermeisters Grünenthal errichtet. Der Entwurf entsprach den Vorgaben der damals geltenden preußischen Vorschriften für Schulturnhallen. Zunächst diente die neue Sporthalle im 19. Jahrhundert „zur Abhaltung der Turnpflichtstunden der Schüler der höheren Lehranstalten“. Erst 1888 wurde der Turnunterricht an den Volksschulen eingeführt. Wie aus der Denkmaltopografie hervorgeht, trainierten die Cottbuser Turnerwehr, der Turnverein TVC 1861 und der Arbeiterturnverein in der Halle. 1889 und 1890 wurde ein spiegelbildlicher Erweiterungsbau errichtet. Nach 1927 folgte ein Anbau für Turngeräte. In der Denkmaltopografie wird als Besonderheit die 1899 ebenfalls spiegelbildlich erweiterte Innenraumstruktur hervorgehoben.
Von 1. September 2003 bis Januar 2005 wurde die unter Denkmalschutz stehende Turnhalle für rund 2,2 Millionen Euro komplett saniert. Die Halle wurde dabei mit dem Nebengebäude zu einem L-förmigen Gebäudekomplex verbunden. Weiterhin wurden eine Fußbodenheizung und neue Treppen eingebaut sowie die Sanitäranlagen saniert. Das Nebengebäude stammt etwa aus der gleichen Zeit und wurde für verschiedene Zwecke genutzt, z. B. vom Deutschen Roten Kreuz. Die wahrscheinlich in den 1960er Jahren entfernte Uhr wurde bei der Sanierung neu eingebaut. Bei der Sanierung der Turnhalle wurde ein Degen gefunden.
Genutzt wird die Halle für den Sportunterricht der Erich Kästner Grundschule und des Oberstufenzentrums. Auch die Radballspieler und Kunstradfahrer des Lausitzer Radsportverein e. V. trainieren hier.

## Geschichte

### Friedrich-Wilhelm-Gymnasium

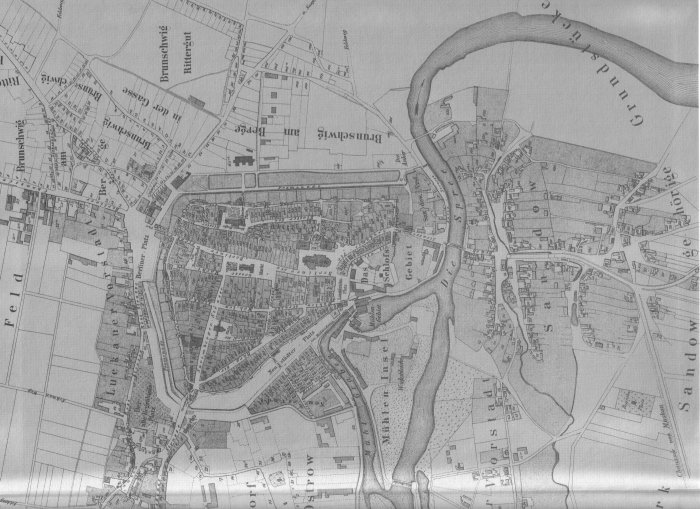
Stadtplan von Cottbus aus dem Jahr 1867 mit dem gerade neu eröffneten Gymnasium im Brunschwieg am Berge.

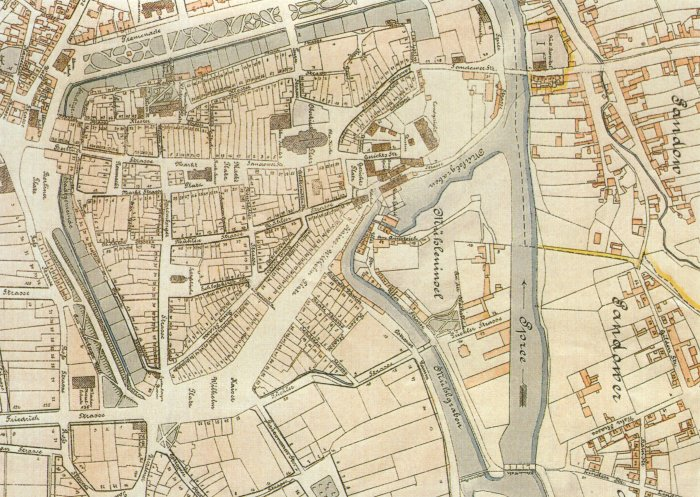
Stadtplan von Cottbus aus dem Jahr 1892. Das Friedrich-Wilhelm-Gymnasium ist an der oberen Bildkante nördlich der Promenade (seit 1949 Puschkinstraße) gut mit seinem E-förmigen Grundriss zu erkennen.

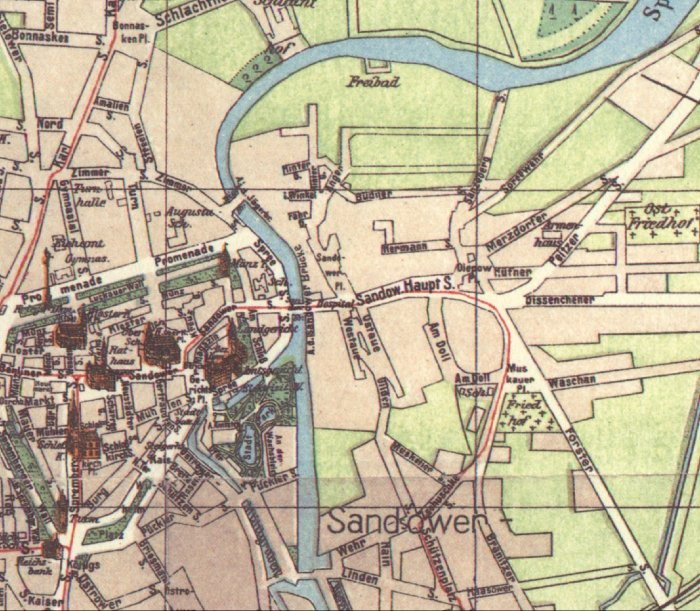
Gymnasium und Turnhalle auf einem Stadtplan von 1920

Die über 140-jährige Geschichte der Grundschule geht auf das Königliche Friedrich-Wilhelm-Gymnasium zurück. Mitte des 19. Jahrhunderts stiegen die Schülerzahlen im gymnasialen Bereich und so wurde der Platz im Lyzeum an der Oberkirche zu eng. Unter Oberbürgermeister Leopold Jahr wurde beschlossen, dass ein neues Schulgebäude in der Stadt Cottbus erbaut werden muss (vergleiche Schulgeschichte von Cottbus). Die Promenade am Rande des Luckauer Wallbereiches bot sich als Standort an. Die Stadt erwarb 1860 das Baugrundstück in der späteren Puschkinpromenade 6 für einen geplanten Neubau. Die Grundsteinlegung erfolgte im Frühjahr 1865.
Von 1865 bis 1867 nach Plänen des Architekten und preußischen Hofbaurat Adolph Lohse erbaut von der Cottbuser Firma des Maurermeisters Friedrich Wilhelm Schneider (jun.). Adolph Lohse verstarb im Januar 1867, bevor die Schule eingeweiht wurde. Eine Ziegelei südlich von Cottbus lieferte die Ziegel. Sächsischer Sandstein wurde verbaut und per Schiff wurde Blauschiefer aus England nach Goyatz transportiert, um per Pferdeeisenbahn nach Cottbus zu gelangen. Am 27. April 1867 wird der Neubau für das „Friedrich-Wilhelms-Gymnasium“ eingeweiht. Benannt ist es nach dem 1840 verstorbenen Friedrich Wilhelm III.
Zwei Seitenflügel und eine Zentralbau bestimmen die Ansicht, im Innern sind moderne Unterrichtsräume eingerichtet, aber auch eine Lehrer- und eine Schülerbibliothek, ein Zeichensaal, Laboratorium und Physiksaal sowie eine naturhistorische Sammlung nutzen Lehrer und Schüler für den Unterricht. Im Obergeschoss befindet sich eine prächtige Aula.
Die Flure waren mit Granit-Fußböden ausgelegt und die vier Meter hohen Klassenzimmer boten den damals viel stärkeren Klassen genug Luft zum Atmen boten. Mit Hilfe von Schiebe-Lamellen über den Türen, konnten der Lehrer zur Lüftung mit dem Rohrstock leicht regulieren. Im Kronleuchter der Aula war ein Lüftungs-System integriert. Im Erdgeschoss des Ostflügels war ein Karzer für die Bestrafung der Schüler durch Freiheitsentziehung eingerichtet.
In das neue Schulgebäude zogen 318 Schüler, neu waren die zwei Vorschulklassen. Das Schulgeld betrug zwölf Taler, der Monatsverdienst eines Arbeiters. Da es in Cottbus zu der Zeit keine Realschule oder Oberrealschule gab, wurden zwei Realschulklassen eingeführt. Auch eine dritte Vorschulklasse kam im Schuljahr 1867/68 hinzu. In diesem neuen und großen Haus musste die Schülerzahl nicht mehr begrenzt werden, so besuchten 1869 schon 508 Schüler die Schule. Mit Ausbruch des Deutsch-Französischen Krieges gab es erste Kriegsnotprüfungen. Zum Kriegsdienst einbezogen wurden drei Lehrer und sechs Schüler. Die Stadt Cottbus erwarb von dem damaligen Tuchfabrikanten G. Tutewohl ein Grundstück und ließ darauf eine Turnhalle errichten. Diese wurde Ostern 1873 eingeweiht, größere Reparaturen wurden im Sommer 1874 durchgeführt.
Das Gymnasium wurde erbaut an einer Straße die als Verbindungsweg in West-Ost-Richtung von den drei Brunschwigdörfern bis zum einzigen Spreeübergang nach Sandow entlang der Stadtbefestigung an der Nordseite der Altstadt, also von der heutigen Karl-Marx-Straße bis zur Zimmerstraße/Am Spreeufer verläuft. Diese Straße wird seit 1879 als Promenadenstraße und ab 1892 als Promenade bezeichnet, erhielt 1949 ihren heutigen Namen nach dem russischen Dichter Alexander Sergejewitsch Puschkin.
Im Schuljahr 1883 gab es die bis dahin höchste Schülerzahl im Gymnasium. 419 Gymnasiasten, 45 Realschüler und 120 Vorschüler besuchten zu dieser Zeit die Schule. Im Januar 1886 gründete sich der erste genehmigte Schülerverein. Diese Vereinigung erfreute sich über viele Jahre großer Beliebtheit. Ein weiterer wichtiger Abschnitt bei der Weiterentwicklung des Gymnasiums war die Verstaatlichung der Schule. 1886 kam es zum Vertragsabschluss zwischen dem Provinzialschulkollegium und der Stadt Cottbus. Nach dem Bau einer Realschule 1890 zogen die Realschüler aus diesem Gymnasium aus. 1903 wurden Klassenräume renoviert, 1904 wurde das physikalische Lehrzimmer an das städtische Elektrizitätswerk angeschlossen. Mit Ausbruch des Ersten Weltkriegs baten viele Eltern um Unterrichtsfreistellung ihrer Söhne für den Kriegsdienst. Im Schuljahr 1919 wurde zum letzten Mal ein Vorschulklasse eingeschult.
529 Schüler besuchten 1920 das Gymnasium und 97 Schüler die Vorschule. Da die Vorschulklassen ausliefen, wurde in den Sommerferien 1931 mit dem Umbau des Vorschulgebäudes begonnen. Die politischen Veränderungen 1933 machten sich sofort im Schulwesen bemerkbar. Im April 1933 wurden unter der Überschrift „Neue Schulmaßnahmen gegen Überfremdung unserer Schule“ erste Einschränkungen bekannt gemacht. Kinder, deren Eltern nach 1914 aus dem Osten nach Deutschland kamen, durften das Gymnasium nicht mehr besuchen.
Im Schuljahr 1923/24 wurde eine Umwandlung von einem althumanistischen Gymnasium hin zu einem Reformgymnasium begonnen. Zunächst wurde in der Sexta anstatt Lateinisch nun Englisch als erste Fremdsprache unterrichtet und der Unterricht nach dem Reformplan eingerichtet. Durch sofortige Steuerung der Ministerialverwaltung wurde dieser Prozess im Zuge der Neuordnung zum Erliegen gebracht, so dass zu Beginn des Schuljahrs 1924/25 wieder zur Form des althumanistischen Gymnasiums zurückgekehrt werden musste.
Der Nationalsozialist und Oberstudiendirektor Dr. Ulrich Heinemann wurde 1934 Leiter des Gymnasiums. Nach dem Fliegerangriff am 15. Februar 1945 verließen viele Familien die Stadt. Es kam zu keinem geregelten Schulunterricht mehr, letzter Schultag war der 17. April 1945.
Zum Ende des Zweiten Weltkriegs wurden offenbar in großer Eile in der Decke der Aula die Noten des Schulchors versteckt. Da der Bestand der Schulbibliothek zum größten Teil beim Einmarsch der Roten Armee vernichtet worden war, hatten die Noten mehr als 50 Jahre lang als verloren gegolten. Sie wurden bei der Sanierung im Jahr 2000 in ihrem Versteck entdeckt.

### 4. Einheitsschule / 4. Oberschule / 1. Oberschule
Auf der Grundlage des Gesetzes zur Demokratisierung der deutschen Schule war ab 1. September 1946 in dem Gebäude die 4. Einheitsschule untergebracht. Das bedeutete einen Schulablauf von der Einschulung bis zum Abitur. Mitte der 50er-Jahre wurden nur noch die vier Oberstufenklassen unterrichtet. Aus der 4. Oberschule wurde im Schuljahr 1956/57 die 1. Oberschule. Insgesamt 65 Schüler der 1. Oberschule (Abiturklassen), der Sorbischen Oberschule und der 7. Grundschule erhielten am 1. September 1958 ihren ersten Unterrichtstag in der Produktion (UTP) im Reichsbahnausbesserungswerk (RAW). Im Sommer 1960 zog die 1. Oberschule (später Erweiterte Oberschule) in das heutige Konservatorium um.

### 6. POS Alexander Puschkin

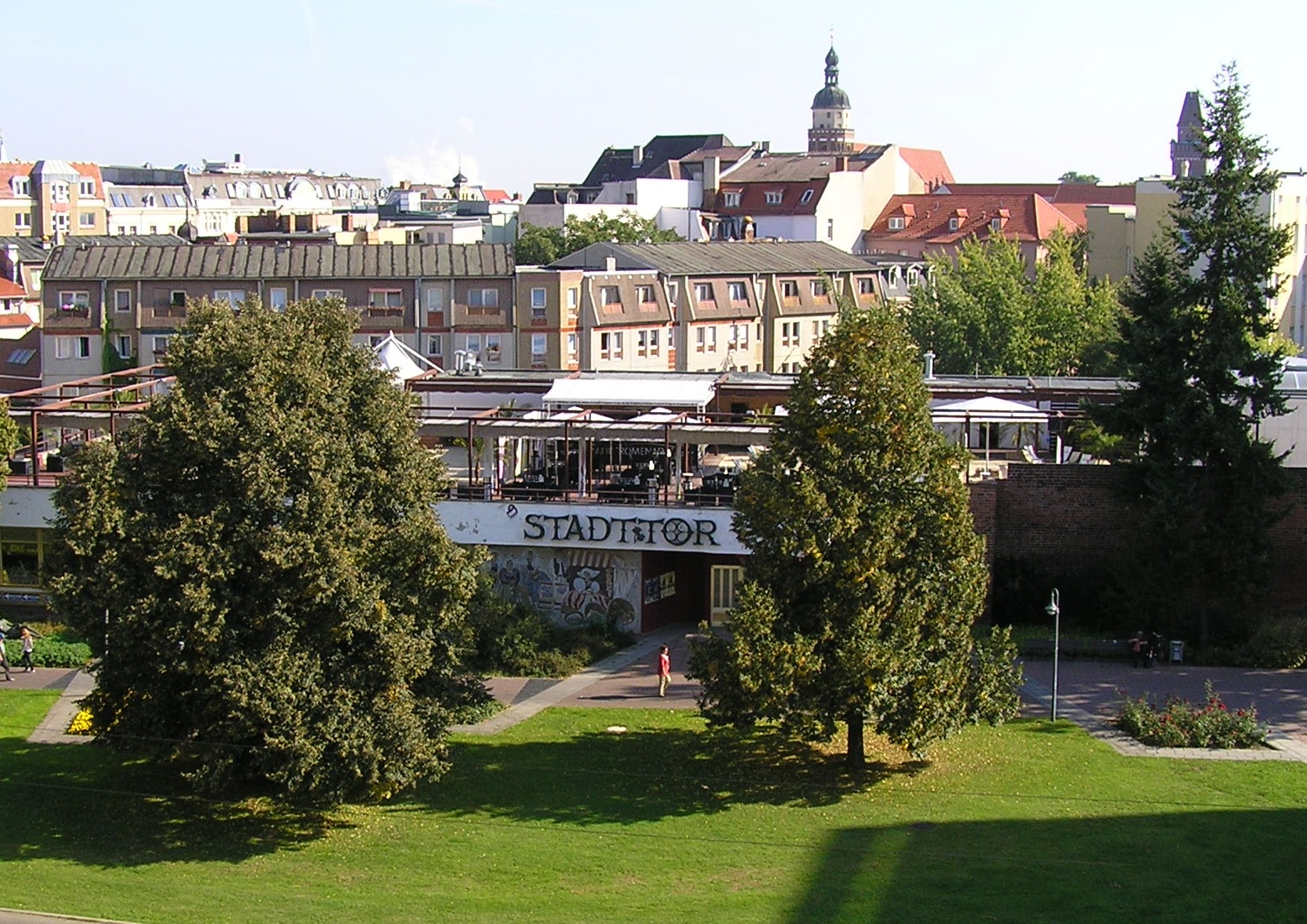
Das Restaurant „Stadttor“ wurde zu DDR-Zeiten für die Schulspeisung benutzt.

Von 1960 bis 1991 ist hier die 6. Polytechnische Oberschule Cottbus mit zehn Klassenstufen untergebracht. Eine umfangreiche Sanierung der Schule erfolgte in den Jahren von 1973 bis 1975. Seit 1975 trug die POS den Beinamen „A.S.Puschkin“.
Das Direktorat war im westlichen Flügel untergebracht und das Lehrerzimmer im östlichen Flügel. Da der Speiseraum im östlichen Kellergeschoss zu klein für die Schulspeisung aller Schüler war, nahmen die älteren Jahrgänge im Restaurant „Stadttor“ in der Stadtpromenade Cottbus das Mittagessen ein. Der Schulhof wurde geteilt, auf dem Vorderhof verbrachte die Unterstufe ihre Pause und auf dem Hinterhof die Mittel- und Oberstufe. Für den Schulgarten-Unterricht wurden die Klassen zur Dahlitzer Straße 12 gebracht (heute Pädagogisches Zentrum für Natur und Umwelt). Für die Fächer ESP und Produktive Arbeit sind die Schüler der Oberstufe tageweise zum Kraftwerk Vetschau oder zum Betonwerk Cottbus (Dissenchener Str. 50) mit dem Bus gefahren. UTP-Unterricht (PA) gab es auch im Kraftfahrzeuginstandsetzungsbetrieb Cottbus. Der Sportunterricht fand in der Städtischen Turnhalle statt. Da dort eine Leichtathletikanlage im Freien fehlte, wich man für Langstreckenlauf oder das Sportfest auf die „Sportanlage Schlachthofstraße“ aus.

### Erich Kästner Grundschule
Ab 1991 lernten hier die Schüler in der 16. Grundschule (seit 1999 14. Grundschule). Ab dem Jahr 2000 erfolgte eine umfangreiche, zweijährige Sanierung. Für die Sanierung des Gebäudes mit der exakte Wiederherstellung der historischen Putzfassade mit allen Details auf einen Zustand von circa 1890 wurde das Büro Wanta Architekten beim Deutschen Fassadenpreis 2002 mit einer Anerkennung ausgezeichnet. Das Sekretariat wurde hinter einer Glastrennwand im alten Vestibül untergebracht. Am 24. August 2002 erfolgte die Einweihung und gleichzeitig zu Ehren des deutschen Schriftstellers von Kinderbüchern Erich Kästner die neue Namensgebung als „Erich Kästner Grundschule“.
Im Rahmen des Projekts „Klasse! Musik für Brandenburg“ erhalten seit 2009 drei Bläserklassen der Erich Kästner Grundschule ihren regulären Musikunterricht im benachbarten Cottbuser Konservatorium.
Im Jahr 2010 wurde die breite Haupteingangstreppe des Gebäudes saniert. Das Haus II mit dem Hort „Pünktchen und Anton“ konnte im Februar 2013 bezogen werden. Bei der Eröffnung waren Jörg Vogelsänger und der Bürgermeister Frank Szymanski anwesend.

## Schulleben

### Schulprofil
Die Grundschule hat eine Sprachorientierung und ist eine Ganztagsschule. Als Fremdsprachen werden Englisch, Französisch und Sorbisch angeboten.

### Arbeits- und Sportgemeinschaften
Eine Reihe von Arbeitsgemeinschaften können von den Schülern besucht werden, unter anderem eine AG Briefmarkensammler, AG Fotoclub oder AG Modellbau. Auch eine Mitarbeit bei der Schülerzeitung oder dem Spatzenchor sowie der Kinderfeuerwehr sind möglich. Es existiert je eine Sportgemeinschaft für Ballsport, Ballspiel oder Basketball.

### Schulveranstaltungen
Regelmäßig über das Schuljahr hinweg finden Schulveranstaltungen statt:
- Erich Kästner Grundschultag
- Weihnachtskonzert
- Tag des Sports
- Familiensportfest
- Schulmathematikolympiade
- Lichterfest
- Sorbische Vogelhochzeit
- Fasching
- Känguruwettbewerb der Mathematik
- Fest der Sprachen
- Projektwoche
- Schulfest

### Förderverein
Im Jahr 1994 gründete sich der „Förderverein der Erich Kästner Grundschule“. Er unterstützt die Schule bei zahlreichen Veranstaltungen, der Öffentlichkeitsarbeit und sammelt Gelder für Projekte der Schule.

### Schulleiter
| Zeitraum (von/bis) | Schulleiter          |
| ------------------ | -------------------- |
| 1867–1873          | Dr. Purmann          |
| 1873–1882          | Dr. Richard F. Nötel |
| 1882–1891          | Dr. Gottlob Dittmar  |
| 1891–1901          | Dr. Georg Schneider  |
| 1901–1921          | Dr. Bernhard Pretsch |
| 1921–1925          | Dr. O. Limann        |
| 1925–1933          | Dr. Walter Isleib    |
| 1933–1934          | Dr. F. Schwarzkopff  |
| 1934–1945          | Dr. Ulrich Heinemann |
| 1945–1946          | Walter Knopf         |
| 1946–1948          |                      |
| 1948–1952          | Walter Knopf         |
| 1952–1955          | Erich Pompe          |
| 1955–1960          | Herr Schulze         |
| 1960–1964          | Werner Lehniger      |
| 1964–1965          | Richard Könnig       |
| 1965–1969          | Werner Lehniger      |
| 1969–1970          | Hans (?) Muschick    |
| 1970–1972          | Herr Helmchen        |
| 1972–1975          | Herr Oelsner         |
| 1975–1986          | Jutta Keller         |
| 1986–1989          | Eveline Jelonek      |
| 1989–1991          | Ricarda Gerloff      |
| 1991–1999          | Rainer Rätzsch       |
| 1999–2015          | Angelika Nagel       |
| seit 2015          | Martina Theunert     |

### Lehrer- und Schülerzahl
| Schuljahr | Lehrer | Schüler | Anmerkung                                           |
| --------- | ------ | ------- | --------------------------------------------------- |
| 1867      |        | 385     | [ 31 ]                                              |
| 1869      |        | 508     |                                                     |
| 1883      |        | 584     | 419 Gymnasiasten, 45 Realschüler und 120 Vorschüler |
| 1920      |        | 626     | 529 Gymnasiasten, 97 Vorschüler                     |
| 2007      |        | 291     | [ 31 ]                                              |
| 2011      | 18     | 281     | 12 Klassen, 142 Mädchen und 136 Jungen              |
| 2012      | 17     | 296     | 26 Schüler pro Klasse                               |
| 2013      | 18     | 282     | 12 Klassen, 146 Mädchen und 136 Jungen              |

### Bekannte Lehrer und Schüler
| Name                  | Lebensdaten   | Anmerkung |
| --------------------- | ------------- | --- |
| Heinrich Ludwig Bolze | * 1813 † 1888 | preußischer Lehrer und Schriftsteller; Im Herbst 1845 wurde er Oberlehrer am Gymnasium in Cottbus, wo er bis zu seinem Eintritt in den Ruhestand zu Ostern 1882 wirkte. |
| Gotthold Schwela      | * 1873 † 1948 | Theologe, Schriftsteller; von 1884 bis 1894 hier Abiturient und von 1917 bis 1919 hier Lehrer |
| Carl Noack            | * 1873 † 1959 | einer der bedeutendsten Cottbuser Künstler und wichtigster Vertreter der sorbischen/wendischen Heimatkunst des 20. Jahrhunderts; Mitbegründung des ersten Cottbuser Kunstvereins; an der Entstehung der Cottbuser Blechensammlung in den 1920er-Jahren maßgeblich beteiligt; von 1910 bis 1936 im Friedrich-Wilhelm-Gymnasium Zeichenlehrer |
| Oskar Trautmann       | * 1877 † 1950 | Diplomat, Botschafter in China; Abitur Ostern 1895 hier abgeschlossen |
| Oskar Prochnow        | * 1884 † 1934 | Pädagoge, Naturforscher, Naturphilosoph und Publizist; machte hier Abitur |
| Otto Starcke          | * 1887 † 1962 | Facharzt für Lungenkrankheiten; Er besuchte das Friedrich-Wilhelm-Gymnasium in Cottbus und machte Ostern 1906 sein Abitur. |
| Oskar Lecher          | * 1893 † 1947 | Chemiker; Abitur Ostern 1913 |
| Joachim Gottschalk    | * 1904 † 1941 | Schauspieler; Abitur von 1922 bis 1924. |
| Johannes Bisse        | * 1935 † 1984 | Botaniker; am Aufbau des Botanischen Garten in Havanna, Kuba beteiligt; Abitur von 1950 bis 1954 |
| Klaus-Jürgen Jacob    | * 1940 † 2013 | Zoologe, Direktor des Tierpark Cottbus (1966–2002), Abitur 1958 an der 4. Einheitsschule |
| Frank Szymanski       | * 1956        | Cottbuser Oberbürgermeister (2006–2014); von 1978 bis 1984 Lehrer für Deutsch und Geschichte |